# Lepilemur grewcockorum
El lémur saltador de Grewcock (Lepilemur grewcockorum) es una especie de  mamífero primate de la familia Lepilemuridae. Como todos los lémures es endémico de  la isla de Madagascar y se distribuye al noroeste de la isla, región de Anjiamangirana, norte del río Sofía y sur del río Maevarano.
Hasta 2006 todos los lémures saltadores encontrados al noroeste de Madagascar eran considerados de la especie L. dorsalis. En 2007 Zinner y colaboradores pusieron de manifiesto que ya que la localidad tipo de las especies L. dorsalis Gray, 1871 y L. grandidieri Forsyth Major, 1894 era «Noroeste de Madagascar», el nombre más apropiado para una o dos de las nuevas especies de la región descritas por Louis y colaboradores—L. sahamalazensis, L. grewcockorum, L. mittermeieri y L. tymerlachsonorum— podría ser cualquiera de las dos anteriores. Por tanto, según Zinner, es preciso analizar y estudiar a fondo los holotipos de estas dos especies para resolver el conflicto, y es posible que alguna de estas nuevas especies no sea sino un sinónimo de las dos descritas en el noroeste de Madagascar.
También en 2007 Tattersall llamó la atención sobre todas las nuevas especies de lémures saltadores que el grupo de Louis había descrito un año antes —15 en total— ya que todas ellas habían sido diagnosticadas exclusivamente sobre la base de a la distancia genética y a que todas ellas eran alopátridas —no comparten áreas de distribución—, de forma que estas nuevas especies habría que tratarlas con suma cautela hasta que nuevos datos que apoyen estas descripciones vean la luz.
En 2007 M. Craul y colaboradores describieron una nueva especie —L. manasamody— cuya localidad tipo distaba 2 km de la especie descrita por Louis y colaboradores un año antes. Estudios posteriores llevados a cabo por Zinner y colaboradores sugirieron que se trataba de una sinonimia, lo que fue confirmado por Lei y colaboradores con análisis genéticos.
Su cuerpo mide unos 25 cm y su cola casi 30, pesa alrededor de 900 gramos. Es de color gris por el dorso y gris claro a blanco por el vientre, con manchas marrones en los hombros y a lo largo de los laterales. En la nuca aparece una línea oscura que en algunos individuos se continúa hacia la espalda. El pelaje alrededor del morro es rosado. La cola es enteramente gris, con una mancha blanca de longitud variable en la punta en algunos individuos. Las orejas son conspicuas con pelo corto.
Se encuentra en bosques densos primarios montañosos y costeros. Tiene hábitos arbóreos y nocturnos, y se alimenta de hojas.
Su estatus en la Lista Roja de la UICN es de «especie en peligro de extinción», debido a su reducida área de distribución —menos de 2180 km²— muy fragmentada y en continuo declive, a la caza y a la disminución en el número de adultos reproductores.